# Pavel Nenadovici
Pavel Nenadovici (în sârbocroată Pavle Nenadović, cu caractere chirilice: Павле Ненадовић; n. 14 ianuarie 1703, Buda, Monarhia Habsburgică – d. 15 august 1768, Sremski Karlovci, Granița Militară Slavonă, Serbia) a fost un episcop ortodox de Arad, apoi mitropolit al Mitropoliei de Carloviț. În anul 1993 a fost inclus în lista celor mai renumiți 100 de sârbi, întocmită de Academia Sârbă de Științe și Arte.

## Implicarea în Transilvania
Mitropolitul Nenadovici nu a fost de acord cu propunerea cancelarului Wenzel Anton von Kaunitz din anul 1758, de a-l muta pe episcopul Dionisie Novacovici în Principatul Transilvaniei, ca episcop exempt. În pofida obiecțiunilor mitropolitului, în anul 1761 episcopul Novacovici a sosit la Sibiu împreună cu generalul Adolf Nikolaus von Buccow. În septembrie 1761 generalul Buccow l-a instalat pe Novacovici în Biserica Sfântul Nicolae din Brașov, iar apoi l-a așezat la Rășinari, lângă Sibiu (unde era sediul comandantului Buccow).
Nenadovici a informat în mod repetat Curtea de la Viena despre pericolul afilierii unui episcop exempt în Transilvania la Sfântul Sinod al Rusiei. Informațiile în acest sens proveneau de la Vichentie Ioanovici Vidak⁠(en)[traduceți], episcopul ortodox de Timișoara.